# Десятикутник

Десятикутник

Десятику́тник (правильний десятикутник — декаго́н) — многокутник з десятьма кутами.
Площа правильного десятикутника обчислюється таким чином:

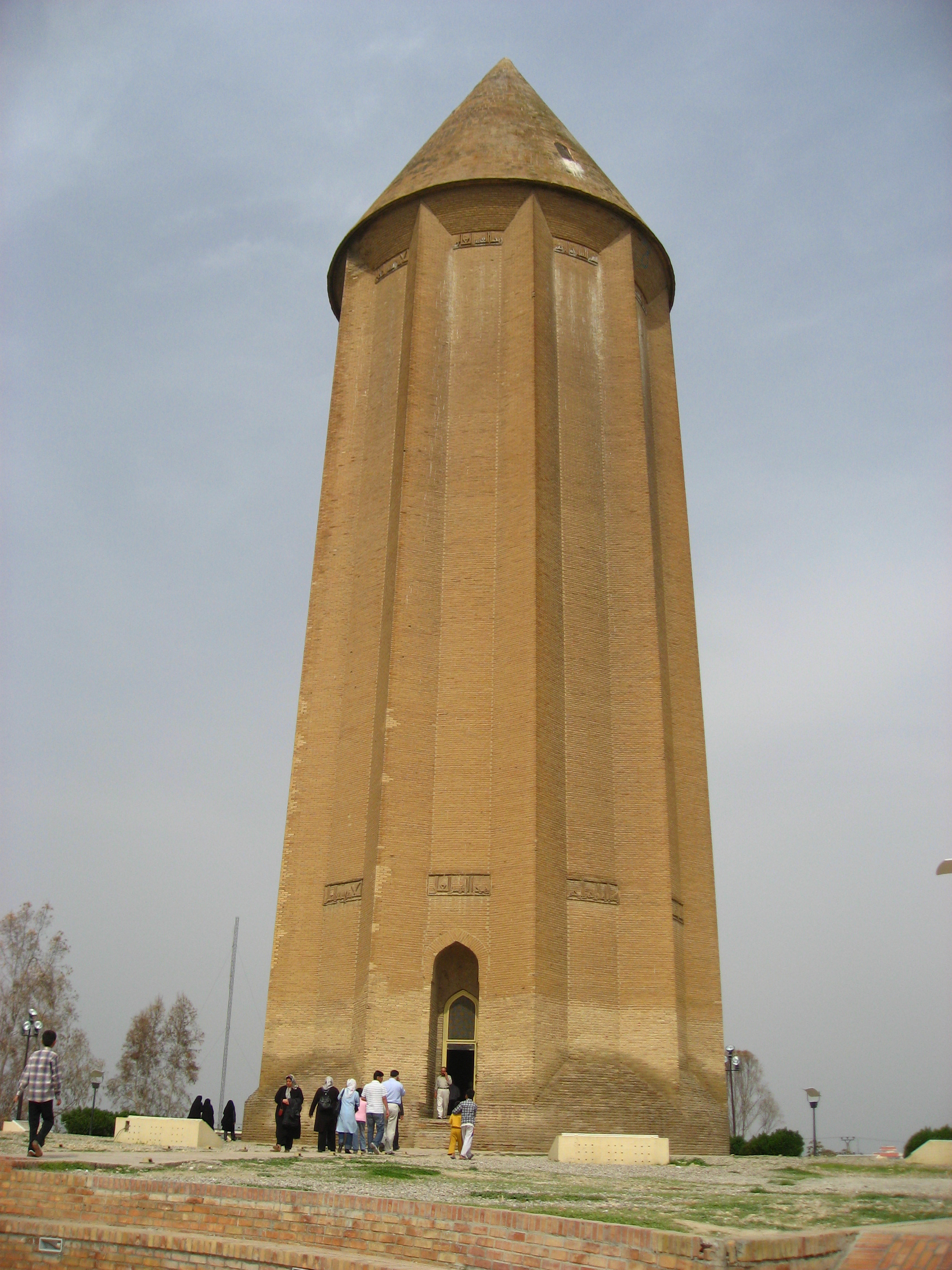
Десятикутна вежа в Гонбат-е-Ґабус, Іран

{\displaystyle {\begin{aligned}A&={\frac {5}{2}}a^{2}\cot {\frac {\pi }{10}}={\frac {5a^{2}}{2}}{\sqrt {5+2{\sqrt {5}}}}\\&\simeq 7.694208843\,a^{2}.\end{aligned}}}